# Supes purvs
Supes purvs este o arie protejată (arie specială de conservare — SAC, sit de importanță comunitară — SCI, arie de protecție specială avifaunistică — SPA) din Letonia întinsă pe o suprafață de 698,46 ha, integral pe uscat.

## Localizare
Centrul sitului Supes purvs este situat la coordonatele 56°16′43″N 25°39′08″E / 56.2785°N 25.6523°E.

## Înființare
Situl Supes purvs a fost declarat arie de protecție specială avifaunistică în decembrie 2002 pentru a proteja 13 specii de animale. Alte tipuri de protecție:
- sit de importanță comunitară (în mai 2004)
- arie specială de conservare (în mai 2004)[1][3][4]

## Biodiversitate
Situată în ecoregiunea boreală, aria protejată conține 7 habitate naturale: Lacuri eutrofice naturale cu vegetație de tip Magnopotamion sau Hydrocharition, Lacuri și iazuri distrofice naturale, Turbării active, Mlaștini oligotrofe degradate, capabile încă de regenerare naturală, Depresiuni pe substraturi de turbă de Rhynchosporion, Taiga vestică, Mlaștini împădurite.
La baza desemnării sitului se află mai multe specii protejate:
- păsări (11): cocoșul de mesteacăn (Bonasa bonasia), caprimulg (Caprimulgus europaeus), ciocănitoare cu spate alb (Dendrocopos leucotos), ciocănitoare neagră (Dryocopus martius), muscar (Ficedula parva), cocor (Grus grus), vultur pescar (Pandion haliaetus), ciocănitoare de munte (Picoides tridactylus), ploier auriu (Pluvialis apricaria), cocoșul de mesteacăn (Tetrao tetrix tetrix),  cocoș de munte (Tetrao urogallus)
- mamifere (1): vidră de râu (Lutra lutra)
- nevertebrate (1): Boros schneideri

Pe lângă speciile protejate, pe teritoriul sitului au mai fost identificate 8 specii de plante, 4 specii de mamifere, 5 specii de nevertebrate.